# Nicolaes de Helt Stockade
Nicolaes de Helt Stockade (Nimega, 1614 – Amsterdam, 1669) è stato un pittore olandese barocco del secolo d'oro.

## Biografia

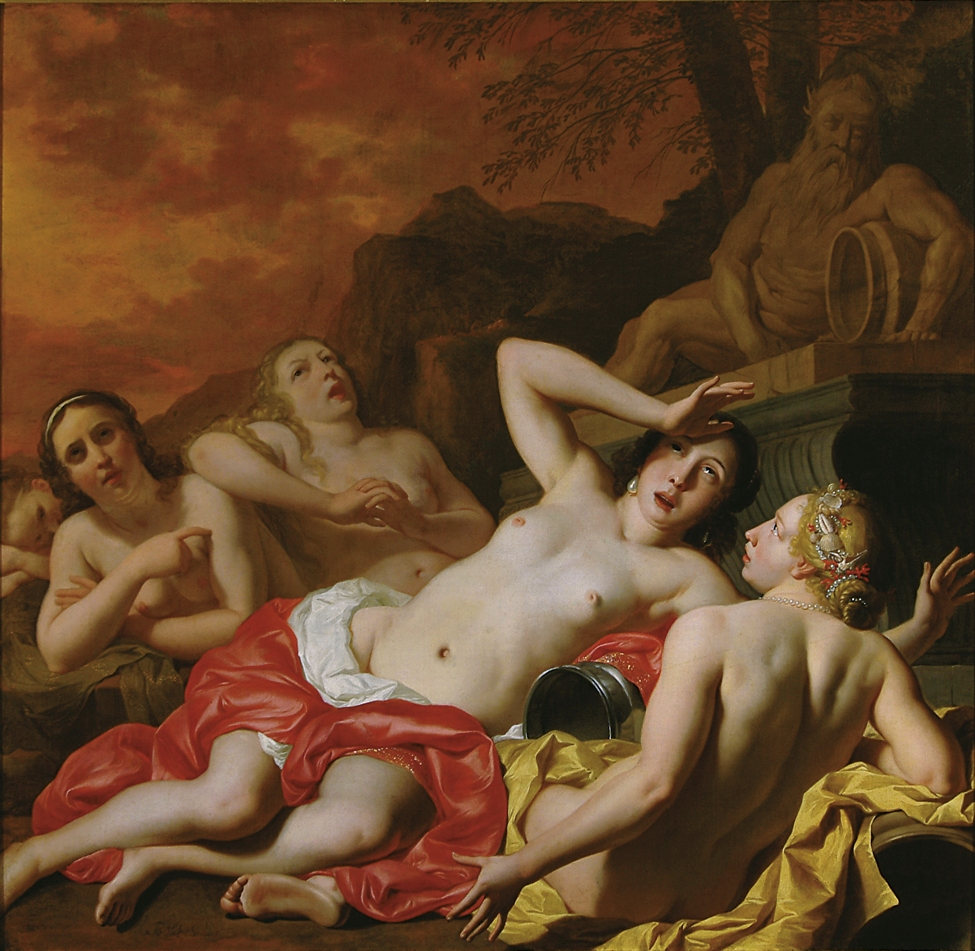
Il lutto di Phaëton, dipinto nel 1650-60.

Secondo Arnold Houbraken, Joost van den Vondel scrisse un poema su di lui.
Secondo RKD, nel 1646, divenne maestro ad Anversa nella Corporazione di San Luca e lavorò nel municipio di Nijmegen e nel Palazzo reale di Amsterdam.